# Boiling Point (pel·lícula de 2021)
Boiling Point és una pel·lícula dramàtica britànica del 2021 dirigida per Philip Barantini i protagonitzada per Stephen Graham, Vinette Robinson, Ray Panthaki i Hannah Walters. Està rodada en pla seqüència en una cuina d'un restaurant. És una versió ampliada d'un curtmetratge de 2019 que té el mateix nom, també dirigit per Barantini i protagonitzar per Graham. S'ha doblat i subtitulat al català oriental; i també al valencià per a À Punt.
La pel·lícula va ser estrenada al 55è Festival Internacional de Cinema de Karlovy Vary el 23 d'agost de 2021. Va ser estrenada al Regne Unit el 7 de gener de 2022. La pel·lícula va rebre aclamació per part dels crítics. En els Premis BAFTA de 2021, la pel·lícula va rebre quatre nominacions: pel·lícula britànica excepcional, millor director, guionista o productor novell (pel guionista James Cummings i pel productor Hester Ruoff), millor actor (Graham) i millor càsting (Carolyn Mcleod).

## Sinopsi
En la nit més concorreguda de l'any en un dels restaurants de moda de Londres, el carismàtic cap de cuina Andy Jones intenta no enfonsar-se en la seva crisi personal i professional que podria destruir tot allò per al que ha treballat. La inesperada visita d'un inspector de sanitat i seguretat alimentària augmenta la pressió sobre el personal, mentre no paren d'arribar més i més clients. L'Andy esbronca i entabana el seu equip indistintament, fent tot allò que pot per dissipar les tensions entre la gerència i els treballadors, mentre dona resposta a les ridícules demandes dels clients.

## Repartiment
- Stephen Graham com a Andy Jones
- Vinette Robinson com a Carly
- Alice Feetham com a Beth
- Hannah Walters com a Emily
- Malachi Kirby com a Tony
- Izuka Hoyle com a Camille
- Taz Skylar com a Billy
- Lauryn Ajufo com a Andrea
- Jason Flemyng com a Alastair Skye
- Ray Panthaki com a Freeman
- Lourdes Faberes com a Sara Southworth
- Áine Rose Daly a com Robyn

## Recepció

### Recaptació
Al Regne Unit, la pel·lícula va recaptar $107,525 en cinquanta-tres cinemes en el seu cap de setmana inaugural. A data del 4 de març de 2022, la pel·lícula ha guanyat $709,636 mundialment.

### Crítica
Al lloc web de compilació de crítiques Rotten Tomatoes, el 98% de les 66 crítiques són positives, amb una nota mitjana de 7,9/10. El consens del web diu, "Captivadora des de l'inici fins al final, Boiling Point utilitza el seu plantejament formalment audaç per mantenir l'espectador en tensió en un conte."[7] En els Premis British Independent Film de 2021, Boiling Point va ser nominada en onze categories, de les quals va guanyar quatre — incloses millor actriu de repartiment per Vinette Robinson, millor càsting, millor cinematografia i millor so.
Glenn Kenny de The New York Times va observar sobre el fet que la pel·lícula fos rodada en pla seqüència, "quan [la càmera] segueix un dels treballadors del restaurant que treu les escombraries, l'espectador sap que no les estan traient de l'acció central simplement per mostrar el treball — té un sentit dins de la trama que es marca."

## Remissions
1. ↑  Boyce, Laurence «Karlovy Vary 2021: Philip Barantini talks filming ‘Boiling Point’ in one take». Screen Daily, 23-08-2021 [Consulta: 19 octubre 2021].
2. ↑  Aftab, Kaleem «Philip Barantini • Director of Boiling Point». Cineuropa, 31-08-2021 [Consulta: 19 octubre 2021].
3. ↑  «Boiling Point».   FilminCAT. [Consulta: 17 març 2022].
4. ↑  «Boiling Point». Base de dades del cinema en català.   Gencat.cat. [Consulta: 12 setembre 2022].
5. ↑  «Boiling Point».   Goita què fan, ara!, 02-05-2024. [Consulta: 5 maig 2024].
6. ↑  Lodge, Guy «‘Boiling Point’ Review: Gordon Ramsay Has Nothing on the Kitchen Nightmares in This Heated One-Shot Drama». Variety, 27-08-2021 [Consulta: 19 octubre 2021].
7. ↑  Concannon, Philip «Boiling Point captures a chef’s night from hell filmed in one continuous shot». Sight and Sound, 11-10-2021 [Consulta: 19 octubre 2021].
8. ↑  Ritman, Alex. «BAFTA Awards Nominations: Dune Leads Pack in Diverse List Full of Surprises», 03-02-2022. [Consulta: 3 febrer 2022].
9. ↑  «Boiling Point». Box Office Mojo. [Consulta: 15 març 2022].
10. ↑  «British Independent Film Awards 2021: the winners in full», 06-12-2021. [Consulta: 5 gener 2022].
11. ↑  Kenny, Glenn «Boiling Point Review: The Worst Night in the Life of a Restaurant» (en anglès). The New York Times, 23-11-2021 [Consulta: 5 gener 2022].